# Élection présidentielle de 1861 dans les États confédérés
L'élection présidentielle de 1861 dans les États confédérés, s'est tenue le 6 novembre 1861 dans les États confédérés d'Amérique. Le président provisoire, Jefferson Davis est élu président pour un mandat de 6 ans non renouvelable qui débute le 22 février 1862 et devait s'achever le 22 février 1868. Son mandat s'achève le 10 mai 1865.
Jefferson Davis président provisoire depuis le 18 février 1861 se retrouve sans candidat adverse.

## Résultats
| Candidats                          | Parti | Parti       | État        | Vote populaire | Vote populaire | Grands électeurs |
| Candidats                          | Parti | Parti       | État        | Voix           | %              | Grands électeurs |
| ---------------------------------- | ----- | ----------- | ----------- | -------------- | -------------- | ---------------- |
| Jefferson Davis/Alexander Stephens |       | Indépendant | Mississippi | 47 057         | 97,0 %         | 109              |
| Autres                             |       |             |             | 1 465          | 3,0 %          |                  |
| Total                              | Total | Total       | Total       | 48 522         | 100,00         | 109              |

Le Missouri ne vote pas, il est admis le 28 novembre. Le Kentucky ne vote pas non plus, il est admis le 10 décembre. 
Le 4 décembre les grands électeurs se réunissent pour élire le président 